# 46 Bootis
46 Bootis, som är stjärnans Flamsteed-beteckning eller b Bootis (Bayer-beteckning), är en dubbelstjärna i den mellersta delen av stjärnbilden Björnvaktaren. Den har en skenbar magnitud på ca 5,67 och är svagt synlig för blotta ögat där ljusföroreningar ej förekommer. Baserat på parallaxmätning inom Hipparcosuppdraget på ca 6,8 mas, beräknas den befinna sig på ett avstånd på ca 518 ljusår (ca 159 parsek) från solen. Den rör sig bort från solen med en heliocentrisk radiell hastighet på 19 km/s. Ljuset från stjärnan visar en ovanligt hög polarisationsnivå på grund av interstellärt stoft.

## Egenskaper
Primärstjärnan 46 Bootis A är en orange till röd jättestjärna av spektralklass K2 III. Den har en radie som är ca 23 gånger större än solens och utsänder ca 210 gånger mera energi än solen från dess fotosfär vid en effektiv temperatur på ca 4 300 K.
46 Bootis är en enkelsidig spektroskopisk dubbelstjärna med en omloppsperiod på 7,03 år och en stor excentricitet på 0,83. Följeslagaren 46 Bootis B, är troligtvis en mindre stjärna i huvudserien med en massa på 60 - 80 procent solens massa.